# Vacaria
Vacaria é um município brasileiro do estado do Rio Grande do Sul. Localizado no Nordeste Rio-grandense, tem uma área de 2.124,58km² e uma população de 66,218 habitantes (estimativa IBGE para 2019).
A cidade é conhecida como a “Porteira do Rio Grande” e a sede do Rodeio Crioulo Internacional de Vacaria, considerado a maior festa tradicionalista da América Latina. É também o maior produtor de maçã no Brasil.

## História
O nome de Vacaria está diretamente ligado à expressão espanhola “vaquería de los pinares” (vacaria dos pinhais), denominação que os jesuítas espanhóis atribuíram aos Campos de Cima da Serra, onde iniciaram a criação de gado que abasteceria as reduções jesuíticas.
Foram os missionários jesuítas que iniciaram a colonização da região, espalhando o gado trazido das Missões pelas extensões desertas conhecidas como Vaquería de los pinares. Durante mais de um século, disputas com índios caingangues marcaram a história da região antes que fosse consolidado o Caminho dos Tropeiros, ligando a região do Prata com o Brasil. No século XIX, os campos de Vacaria voltariam a ser palco de grandes batalhas, desta vez entre soldados imperiais e farroupilhas.

## Geografia
Vacaria localiza-se no Nordeste do Rio Grande do Sul, na região conhecida como Campos de Cima da Serra, à latitude de 28º 30' 44"  sul e à longitude de 50º 56' 02" oeste, estando a uma altitude de 971 metros. A área total do município é de 2.105,6km² e sua população em 2004 era estimada em 60.756 habitantes.

### Clima
O clima do município é subtropical (ou temperado), de verões amenos e invernos relativamente frios devido à altitude, com mínimas abaixo de zero nas madrugadas mais gélidas. Ainda durante o inverno, são comuns as geadas e a queda de neve é ocasional. Numa rara nevasca ocorrida na cidade, foi registrado o recorde de acumulação de neve no Brasil, com dois metros de espessura, em 7 de agosto de 1879.
Em outras ocasiões, também houve quedas significativas, embora não podendo ser comparadas com esse evento extremo e raríssimo de 1879. Servem de exemplo as nevadas de agosto de 1965, julho de 1975, julho de 1990 e junho e julho de 1994. Em anos mais recentes, o fenômeno se registrou em 1999, 2000, setembro de 2006, agosto de 2010, junho e julho de 2011 e, em menor quantidade, em 26 de setembro de 2012. No dia 27 de agosto de 2013, voltou a nevar com intensidade na cidade, com acúmulos superiores a 10 cm na maior parte do município.
Segundo dados do Instituto Nacional de Meteorologia (INMET), referentes ao período de 1961 a 1967, 1976 a 1985, 1988 a 1989 e a partir de 2008, a menor temperatura registrada em Vacaria foi de −6,5 °C em 9 de junho de 1967 e a maior atingiu 35,5 °C em 16 de novembro de 1985. Em 12 de junho de 2016, Vacaria registrou −8,9 °C na estação da BASF. O maior acumulado de precipitação em 24 horas foi de 132,4 milímetros (mm) em 8 de julho de 2020, superando o recorde que era de 123,6 mm em 18 de agosto de 1965. O menor índice de umidade relativa do ar foi de 10% nas tardes dos dias 9 de maio de 2013 e 30 de agosto de 2015. Desde 2008 a maior rajada de vento alcançou 44,8 m/s (161,3 km/h) na manhã de 5 de abril de 2017.
| Dados climatológicos para Vacaria | Dados climatológicos para Vacaria | Dados climatológicos para Vacaria | Dados climatológicos para Vacaria | Dados climatológicos para Vacaria | Dados climatológicos para Vacaria | Dados climatológicos para Vacaria | Dados climatológicos para Vacaria | Dados climatológicos para Vacaria | Dados climatológicos para Vacaria | Dados climatológicos para Vacaria | Dados climatológicos para Vacaria | Dados climatológicos para Vacaria | Dados climatológicos para Vacaria |
| Mês | Jan                               | Fev                               | Mar                               | Abr                               | Mai                               | Jun                               | Jul                               | Ago                               | Set                               | Out                               | Nov                               | Dez                               | Ano                               |
| --- | --------------------------------- | --------------------------------- | --------------------------------- | --------------------------------- | --------------------------------- | --------------------------------- | --------------------------------- | --------------------------------- | --------------------------------- | --------------------------------- | --------------------------------- | --------------------------------- | --------------------------------- |
| Temperatura máxima recorde (°C) | 35,4                              | 34,4                              | 35,1                              | 30                                | 28,5                              | 26,6                              | 27                                | 30,2                              | 31,8                              | 34,4                              | 35,5                              | 35,5                              | 35,5                              |
| Temperatura máxima média (°C) | 26,3                              | 26,2                              | 24,3                              | 22,4                              | 18,7                              | 16,5                              | 17                                | 19                                | 20,2                              | 21,9                              | 24,3                              | 26,1                              | 21,9                              |
| Temperatura média (°C) | 20,7                              | 20,8                              | 18,7                              | 16,8                              | 13,5                              | 11,5                              | 11,5                              | 13,1                              | 14,6                              | 16,3                              | 18,2                              | 20,1                              | 16,3                              |
| Temperatura mínima média (°C) | 15,3                              | 15,1                              | 13,4                              | 11,2                              | 8,3                               | 6,3                               | 5,9                               | 7,2                               | 9                                 | 10,7                              | 12,1                              | 14,1                              | 10,7                              |
| Temperatura mínima recorde (°C) | 4,6                               | 6,1                               | 1,7                               | −1                                | −4,5                              | −7                                | −8,5                              | −7,5                              | −5,1                              | −0,5                              | 1,3                               | 2,8                               | −8,5                              |
| Precipitação (mm) | 158                               | 155                               | 143                               | 126                               | 135                               | 145                               | 148                               | 163                               | 183                               | 161                               | 130                               | 142                               | 1 789                             |
| Fonte: Instituto Nacional de Meteorologia (INMET) (normal climatológica não oficial de 26/04/2008-presente; recordes de temperatura: 01/01/1961 a 30/11/1967, 01/09/1976 a 31/12/1985, 01/01/1988 a 31/12/1989 e 26/04/2008-presente) e Instituto Coussirat Araújo (recordes de temperatura: 1914 a 1948) |                                   |                                   |                                   |                                   |                                   |                                   |                                   |                                   |                                   |                                   |                                   |                                   |                                   |

## Economia
Sua economia baseia-se na pecuária, agricultura, transporte rodoviário, floricultura e fruticultura. Vacaria é a maior produtora de maçãs do estado e segunda maior do país e ainda conta com a introdução de frutas silvestres como amoras, mirtilos, phisalys, morangos e framboesas.

### Turismo
Vacaria é sede da histórica Fazenda do Socorro e da Catedral de Pedra de Nossa Senhora da Oliveira. Além das atrações naturais representadas por cenários como o Vale do Rio Pelotas e o Parque das Cachoeiras, Vacaria possui outros atrativos culturais, como o Museu Municipal, o Atelier Livre, o Mercado Público, o Centro de Artesanato e a Casa do Povo, única obra do arquiteto Oscar Niemeyer no Rio Grande do Sul.

#### Rodeio Crioulo Internacional
O Rodeio Crioulo Internacional de Vacaria é um evento esportivo e cultural que acontece em Vacaria. É considerado a maior festa tradicionalista da América Latina. Realiza-se de dois em dois anos, sempre nos anos pares, entre o final do mês de janeiro e o início do mês de fevereiro, no Parque Nicanor Kramer da Luz, que tem 75 hectares de área total.

## Política
No dia 02/10/2016 o Candidato Amadeu Boeira do PSDB é eleito novo prefeito de Vacaria com 10.023 votos válidos, o que representa 28,77% do total. No dia 07 de outubro de 2024, Andrezinho Rokoski do Partido Liberal, é eleito novo prefeito do município com 17.064 votos, 49,27% dos votos válidos. 

## Símbolos oficiais

### Bandeira
A bandeira de Vacaria é um símbolo municipal de Vacaria, Rio Grande do Sul.
A parte vermelha simboliza o sangue bravo dos vacarianos. A divisória verde simboliza a natureza. E o símbolo do meio se inspira na bandeira do Brasil, em cor branca (simbolizando a paz). A criação desta bandeira é resultado de um concurso realizado na cidade, que teve como vencedora a artista participante Marli Terezinha Arcari Sganzerla (in memoriam), vencedora das etapas "Bandeira" e "Brasão" de Vacaria - RS.[carece de fontes?]

## Personalidades
- José de Jesus Peixoto Camargo - Diretor da Sociedade Brasileira de Pneumologia e Tisiologia, idealizador e dirigente do Centro de Transplantes da Santa Casa de Porto Alegre; diretor de Cirurgia Torácica no Pavilhão Pereira Filho e da Santa Casa, professor da disciplina de Terapêutica Cirúrgica do Tórax nos cursos de Pós-graduação em Medicina (Pneumologia), da Universidade Federal do Rio Grande do Sul (1976) e professor responsável pela disciplina de Cirurgia Torácica da Faculdade de Medicina de Passo Fundo (1973-1980); professor de Cirurgia Torácica na Universidade Federal de Ciências da Saúde de Porto Alegre (UFCSPA), pioneiro em transplante de pulmão no Brasil e da América Latina em 1989, sendo o primeiro a realizar transplante de pulmão com doadores vivos fora dos Estados Unidos em 1999. É responsável por dois terços dos transplantes de pulmão feitos até hoje no Brasil. Realizou mais de 30.000 cirurgias de tórax. Tem centenas de publicações científicas e já proferiu cerca de 900 conferências, em 22 países.[15]
- Raimundo Faoro - sociólogo, jurista, escritor, membro da Academia Brasileira de Letras (ABL).
- Marcia Tiburi - filósofa, escritora e política que concorreu ao governo do Rio de Janeiro nas eleições de 2018.